# Gustav Jaenecke
Gustav Jaenecke, född 22 maj 1908 i Berlin, död 30 maj 1985 i Bonn, var en tysk ishockeyspelare.
Jaenecke blev olympisk bronsmedaljör i ishockey vid vinterspelen 1932 i Lake Placid.